# Komitet Działania na rzecz Europejskiej Demokracji

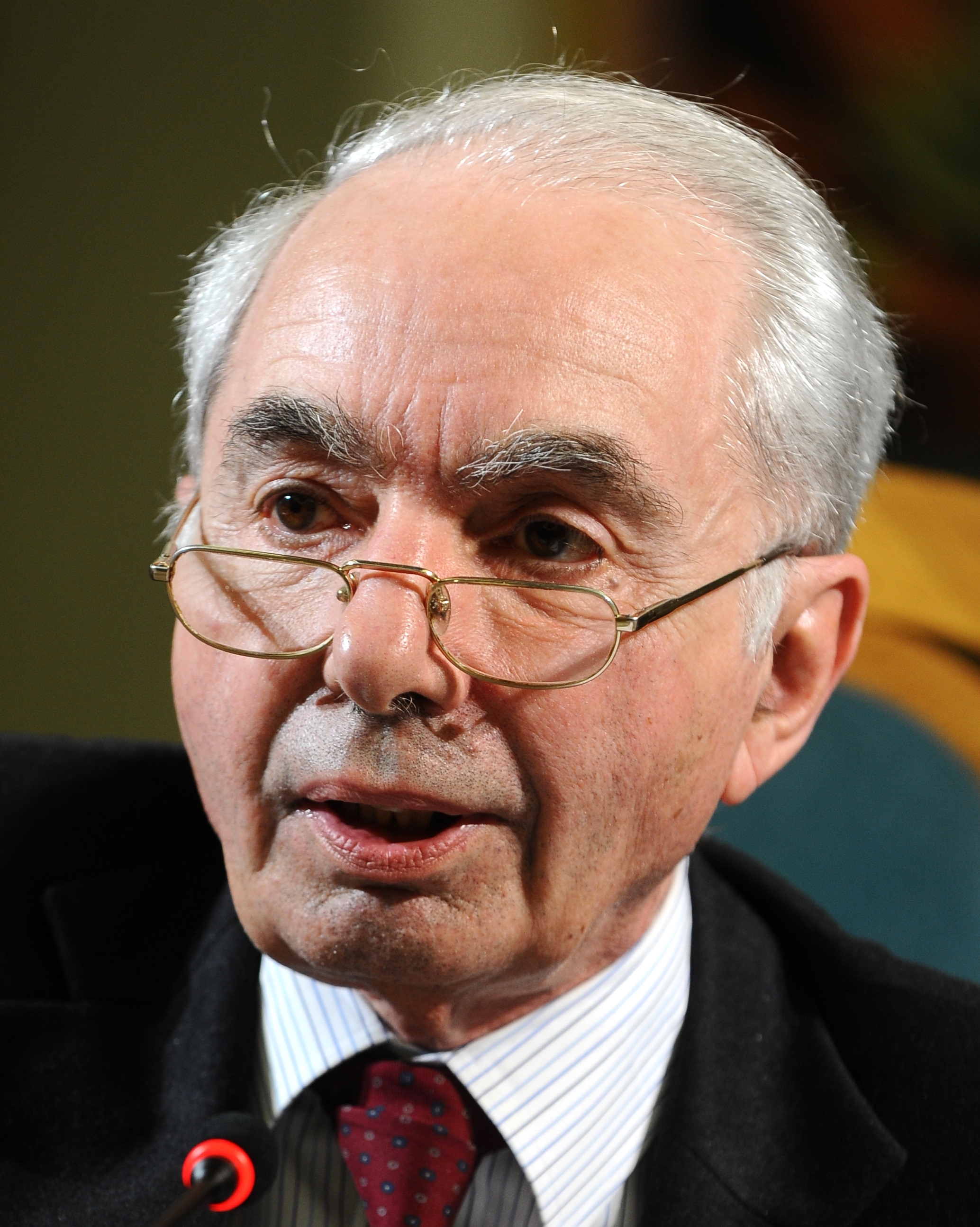
Były premier Włoch Giuliano Amato był przewodniczącym Komitetu Działania na Rzecz Europejskiej Demokracji.

Komitet Działania na rzecz Europejskiej Demokracji, nieoficjalnie grupa Amato – grupa powołana w celu opracowania traktatu reformującego instytucji Unii Europejskiej po nieudanej próbie wprowadzenia Konstytucji dla Europy. Jej prace odbywały się w nieformalnym tonie. Szefem grupy został Giuliano Amato, były włoski premier oraz wiceprzewodniczący Konwentu Europejskiego. Jej skład złożony był z byłych polityków krajów europejskich oraz dwóch obecnych delegowanych z Komisji Europejskiej (Danuta Hübner i Margot Wallström).

## Członkowie
W skład ACED weszło 16 członków: 14 z państw członkowskich UE i 2 obecnych Komisarzy Europejskich.
| Imię i nazwisko        | Państwo         | Doświadczenia w integracji europejskiej                                  | Doświadczenia w integracji europejskiej                              |
| ---------------------- | --------------- | ------------------------------------------------------------------------ | -------------------------------------------------------------------- |
| Giuliano Amato         | Włochy          | były premier Włoch i wiceprzewodniczący Konwentu Europejskiego           | były premier Włoch i wiceprzewodniczący Konwentu Europejskiego       |
| Michel Barnier         | Francja         | były minister spraw zagranicznych Francji i były Komisarz Europejski     | były minister spraw zagranicznych Francji i były Komisarz Europejski |
| Stefan Collignon       | Niemcy          | Profesor i ekonomista polityczny                                         | Profesor i ekonomista polityczny                                     |
| Jean-Luc Dehaene       | Belgia          | były premier Belgii i wiceprzewodniczący Konwentu Europejskiego          | były premier Belgii i wiceprzewodniczący Konwentu Europejskiego      |
| Danuta Hübner          | Polska          | była Komisarz Europejski ds. Polityki Regionalnej w latach 2004-2009     | Unia Europejska                                                      |
| Sandra Kalniete        | Łotwa           | była łotewska Komisarz Europejska                                        | była łotewska Komisarz Europejska                                    |
| Wim Kok                | Holandia        | były premier Holandii                                                    | były premier Holandii                                                |
| Paavo Lipponen         | Finlandia       | były premier Finlandii                                                   | były premier Finlandii                                               |
| János Martonyi         | Węgry           | były minister spraw zagranicznych Węgier                                 | były minister spraw zagranicznych Węgier                             |
| Inigo Mendez de Vigo   | Hiszpania       | poseł do Parlamentu Europejskiego                                        | poseł do Parlamentu Europejskiego                                    |
| Chris Patten           | Wielka Brytania | brytyjski lord i były Komisarz Europejski                                | brytyjski lord i były Komisarz Europejski                            |
| Otto Schily            | Niemcy          | były minister spraw wewnętrznych Niemiec                                 | były minister spraw wewnętrznych Niemiec                             |
| Kostas Simitis         | Grecja          | były premier Grecji                                                      | były premier Grecji                                                  |
| Dominique Strauss-Kahn | Francja         | były francuski minister gospodarki                                       | były francuski minister gospodarki                                   |
| António Vitorino       | Portugalia      | były portugalski Komisarz Europejski                                     | były portugalski Komisarz Europejski                                 |
| Margot Wallström       | Szwecja         | była pierwsza wiceprzewodnicząca Komisji Europejskiej w latach 2004-2010 | Unia Europejska                                                      |